# Teppisti dei Sogni
I Teppisti dei Sogni sono stati un gruppo musicale italiano, esponente del pop melodico italiano, che ha avuto successo negli anni settanta grazie a canzoni divenute popolari come Piccolo fiore dove vai, L'emigrante, Bimba dagli occhi verdi e Tu amore mio, Salverò il mio amore, Sei tu l'amore, La mia solitudine.

## Storia del gruppo
I Teppisti dei Sogni nacquero nel 1969 a Ravanusa (provincia di Agrigento) con la denominazione "I Teppisti". La formazione originale era composta da Angelo Avarello ideatore e fondatore del gruppo,  insieme a Luigi Formica, Giuseppe Falletta, Salvatore Romano e Ignazio Volpe. Confortati da un buon riscontro nelle esibizioni dal vivo, nel 1974 si recano alla New Star Records di Milano con la quale pubblicarono i loro primi 45 giri, fra cui Piccolo fiore dove vai / Io e te, Incontro / Bimba dagli occhi verdi. Salverò il mio amore / L'emigrante e altri. 
Nel 1977, passarono alla Mia Records e cambiarono il nome in Teppisti dei Sogni,  e furono riprodotti i loro 45 giri di debutto Piccolo fiore dove vai?, Salverò il mio amore e altri già pubblicati con la New Star records.  La nuova versione di Piccolo fiore dove vai? raggiunse il milione di copie vendute nel mondo, consentendo al gruppo di effettuare alcuni tour in Europa e negli Stati Uniti per gli Italiani all'estero.  
Il gruppo, a partire dal 1977, ha cambiato qualche elemento: a fine anno esce Formica e viene rimpiazzato da Tonino Cannarozzo, nel 1979 esce Salvatore Romano e fonda "Salvo e la rosa di cristallo" ma dopo sei anni nel 1986 rientra e resta fino al 1991.

## Formazione
- Angelo Avarello Chitarra,  tastiere e voce (1969 1991)
- Salvatore Romano chitarra e voce (1974/79 1986/1991)
- Giuseppe Falletta: voce, basso (1973-1991)
- Gigi Formica: batteria (1969-1977)
- Tony Cannarozzo: batteria (1978- 1991)
- Ignazio Volpe: chitarra (1976 - 1991)

## Discografia parziale

### Album
- 1977 - Tu amore mio (Mia Records, CM 1523)
- 1979 - Sei tu l'amore (Mia Records, CM 1550)
- 1980 - La mia solitudine (Mia Records, CM 1584)
- 1986 - Explosion (Durium, BMK 25016)
- 1988 - Di nuovo insieme (Seamusica, 0206)
- 1989 - Il Meglio (Seamusica)
- 1990 - I Teppisti dei Sogni (Discomagic, 457; nuove versioni)
- 1991 - Vedo i Teppisti dei Sogni (Discomagic, 567; 9 inediti e alcune nuove versioni)

### 45 giri
Pubblicati come I Teppisti
- 1974 - Piccolo fiore dove vai / Io e te (New Star Records)
- 1974 - Incontro / Bimba dagli occhi verdi (New Star Records)
- 1975 - L'emigrante / Salverò il mio amore (New Star Records)
- 1976 - Il canto degli uccelli / Tu amore mio (New Star Records, NSR-1135)

Pubblicati come I Teppisti dei Sogni
- 1977- Salverò il mio amore/Incontro (Mia Records, M 1516)
- 1977 - Piccolo fiore dove vai/Amore amore (Mia Records, M-1517)
- 1978 - Quando tornerò/Tutto solo (Mia Records, M-1527)
- 1978 - Bimba dagli occhi verdi/Io e te (Mia Records, M-1536)
- 1979 - Sei tu l'amore/Non tornerai (Mia Records, M-1541)
- 1979 - La foglia/Non mi ami più (Mia Records, M-1542)
- 1980 - La mia solitudine/Solo nella notte (Mia Records, M-1547)
- 1979 - La pioggia d'autunno/Sei tu l'amore (Mia Records, M-1551)
- 1980 - Gelsomino/Solo nella notte (Mia Records, M-1548)